# Zoo de Ústí nad Labem
Le parc zoologique de Ústí nad Labem est un zoo situé au bord de Krásné Brezno, à proximité du centre-ville de Ústí nad Labem en République tchèque. Les jardins couvrent une superficie de 26 ha (64 acres), et permet aux visiteurs de voir des espèces rares et menacées telles que les orangs-outans, les ânes somaliens, des rhinocéros, des panthères nébuleuses, des ours malais.
Le zoo est membre de l'Association européenne des zoos et des aquariums (EAZA), de l'Association mondiale des zoos et des aquariums (WAZA) et de l'Union of Czech and Slovak Zoological Gardens (UCSZ).
Le parc a été fondé en 1908 par Heinrich Lumpe, un homme d'affaires et marchand de produits métalliques ainsi qu'un ornithologue. En 1914, le parc est ouvert au public. Après la Seconde Guerre mondiale, la République tchèque a pris le contrôle sur le parc et l'a transformé en un zoo. Les nouvelles cages et les enclos ont été installés, et la zone a été progressivement élargis pour atteindre sa taille actuelle : 26 hectares (64 acres).